# Elijah Hughes
Elijah Wayne Hughes (Poughkeepsie, Nueva York, 10 de marzo de 1998) es un baloncestista estadounidense que pertenece a la plantilla del Río Breogán de la liga ACB. Con 1,96 metros de estatura, juega en la posición de alero.

## Trayectoria deportiva

### Universidad
Jugó una temporada con los Pirates de la Universidad del Este de Carolina, en la que promedió 7,8 puntos, 2,3 rebotes y 1,3 asistencias por partido. Al término de la temporada notificó su intención de abandonar East Carolina, siendo transferido a los Syracuse de la Universidad de Siracusa.
Tras el año en blanco que impone la normativa de la NCAA, jugó dos temporadas más con los Orangemen, en las que promedió 13,9 puntos, 4,0 rebotes y 2,1 asistencias por encuentro. Al término de su temporada júnior fue incluido en el mejor quinteto de la Atlantic Coast Conference.
El 27 de marzo se declaró elegible para el Draft de la NBA, renunciando así al año de universidad que le quedaba.

#### Estadísticas
| Año     | Equipo        | PJ       | PT       | MPP      | %TC      | %3P      | %TL      | RPP      | APP      | ROB      | TPP      | PPP      |
| ------- | ------------- | -------- | -------- | -------- | -------- | -------- | -------- | -------- | -------- | -------- | -------- | -------- |
| 2016–17 | East Carolina | 25       | 7        | 20.5     | .349     | .273     | .684     | 2.3      | 1.3      | .6       | .4       | 7.8      |
| 2017–18 | Syracuse      | Redshirt | Redshirt | Redshirt | Redshirt | Redshirt | Redshirt | Redshirt | Redshirt | Redshirt | Redshirt | Redshirt |
| 2018–19 | Syracuse      | 34       | 34       | 32.7     | .420     | .369     | .742     | 4.3      | 1.5      | 1.2      | .8       | 13.7     |
| 2019–20 | Syracuse      | 32       | 32       | 36.7     | .427     | .342     | .813     | 4.9      | 3.4      | 1.2      | .8       | 19.0     |
| Total   | Total         | 91       | 73       | 30.7     | .411     | .342     | .763     | 4.0      | 2.1      | 1.0      | .7       | 13.9     |

### Profesional
Fue elegido en la trigésimo novena posición del Draft de la NBA de 2020 por los New Orleans Pelicans, pero al día siguiente sus derechos fueron traspasados a Utah Jazz.
Durante su segunda temporada en Utah, el 9 de febrero es traspasado a Portland Trail Blazers, en un intercambio a tres bandas.
El 3 de noviembre de 2022 fue incluido en la lista de jugadores de Wisconsin Herd después de firmar contrato con el equipo de la G League.
El 3 de julio de 2023 firma por el Manisa BB de la Basketbol Süper Ligi turca, pero el 22 de agosto rescinde el contrato sin haber llegado a debutar. El 19 de octubre firma con Milwaukee Bucks, pero es cortado al día siguiente. A finales de octubre se une de nuevo a los Wisconsin Herd.
El 9 de julio de 2024 se compromete con el Promitheas Patras de la Greek Basket League. Pero en octubre regresa a Estados Unidos, firmando un contrato no garantizado con Cleveland Cavaliers, para jugar con su filial de la G League, los Cleveland Charge.
Fue anunciado como nuevo jugador del CB Breogán el 12 de abril de 2025, fichando por el equipo de la Liga ACB con sede en Lugo tras la marcha de Darrun Hilliard, en la que es la primera experiencia de Hughes en Europa.

## Estadísticas de su carrera en la NBA

### Temporada regular
| Año     | Equipo   | PJ | PT | MPP  | %TC  | %3P  | %TL   | RPP | APP | ROB | TPP | PPP |
| ------- | -------- | -- | -- | ---- | ---- | ---- | ----- | --- | --- | --- | --- | --- |
| 2020-21 | Utah     | 18 | 0  | 3.6  | .333 | .348 | .750  | .5  | .3  | .1  | .1  | 1.7 |
| 2021-22 | Utah     | 14 | 1  | 8.0  | .417 | .357 | 1.000 | 1.2 | .4  | .3  | .1  | 3.1 |
| 2021-22 | Portland | 22 | 3  | 14.6 | .296 | .224 | .667  | 1.9 | .7  | .5  | .3  | 3.8 |
| Total   | Total    | 54 | 4  | 9.2  | .328 | .280 | .769  | 1.2 | .5  | .3  | .2  | 2.9 |